# Paradoorsnede
De Paradoorsnede is een verbindingskanaal van de benedenloop van de Pararivier met de Surinamerivier. Het kanaal zorgt voor een snellere verbinding in het kronkelige verloop in de Pararivier en normaliseerde de vroegere Bannisterkreek. De doorsnede werd in de jaren rond 1750 gegraven. Van de Pararivier (ongeveer bij de brug van de Meursweg) tot de monding bij de Surinamerivier heeft de doorsnede een lengte van circa 3430 meter.